# Douwe Egberts
Douwe Egberts er en nederlandsk fødevarevirksomhed, som er en af verdens tre største kaffeproducenter. Virksomheden var fra 1978 til 2012 ejet af det amerikanske dagligvarefirma Sara Lee, men i 2012 blev koncernen splittet og Douwe Egberts selvstændig. Det nye moderselskabs navn er D.E. Master Blenders 1753 NV.
I 2015 fusionerede Douwe Egberts med Mondelēz og skiftede navn til Jacobs Douwe Egberts.

## Historie
Firmaet blev i 1753 grundlagt som købmandsbutik af Egbert Douwes i den nederlandske by Joure. Det voksede og solgte snart te og kaffe i flere europæiske lande. I 1978 overtog Sara Lee firmaet, og året efter købtes det danske Merrild Kaffe, der i dag er dets dattervirksomhed i Danmark og Sverige med samme virksomhedslogo.

## Trivia
- Douwe Egberts deltog i udviklingen af Senseo-maskinen sammen med Philips.